# Ère Jian
L'ère Jian (en japonais : 治安) est une des ères du Japon (年号, nengō, littéralement « le nom de l'année ») suivant l'ère Kannin et précédant l'ère Manju s'étendant du mois de février 1021 au mois de juillet 1024. L'empereur régnant était Go-Ichijō-tennō (後一条天皇).

## Changement de l'ère
- 1021 Jian gannen (治安元年?) : Le nom de la nouvelle ère est créé pour marquer un événement ou une série d'événements. L'ère précédente se termine là où commence la nouvelle, en  Kannin 5, le 2e jour du 2e mois de 1021[1].

## Événements de l'ère Jian
- 1023 (Jian 3, 4e mois) : Une épidémie est si sévère qu'il y a des cadavres dans les rues de  Kyoto[2] et que la maladie se répand dans le pays[3].
- 1023 (Jian 3, 10e mois): Fujiwara no Michinaga visite le mont Kōya[4].
- 29 décembre 1023 (Jian 3, 14e jour du 11e mois) : Éclipse lunaire[5].

| Jian      | 1re  | 2e   | 3e   | 4e   |  |
| Grégorien | 1021 | 1022 | 1023 | 1024 |  |